# Xah-i Arman

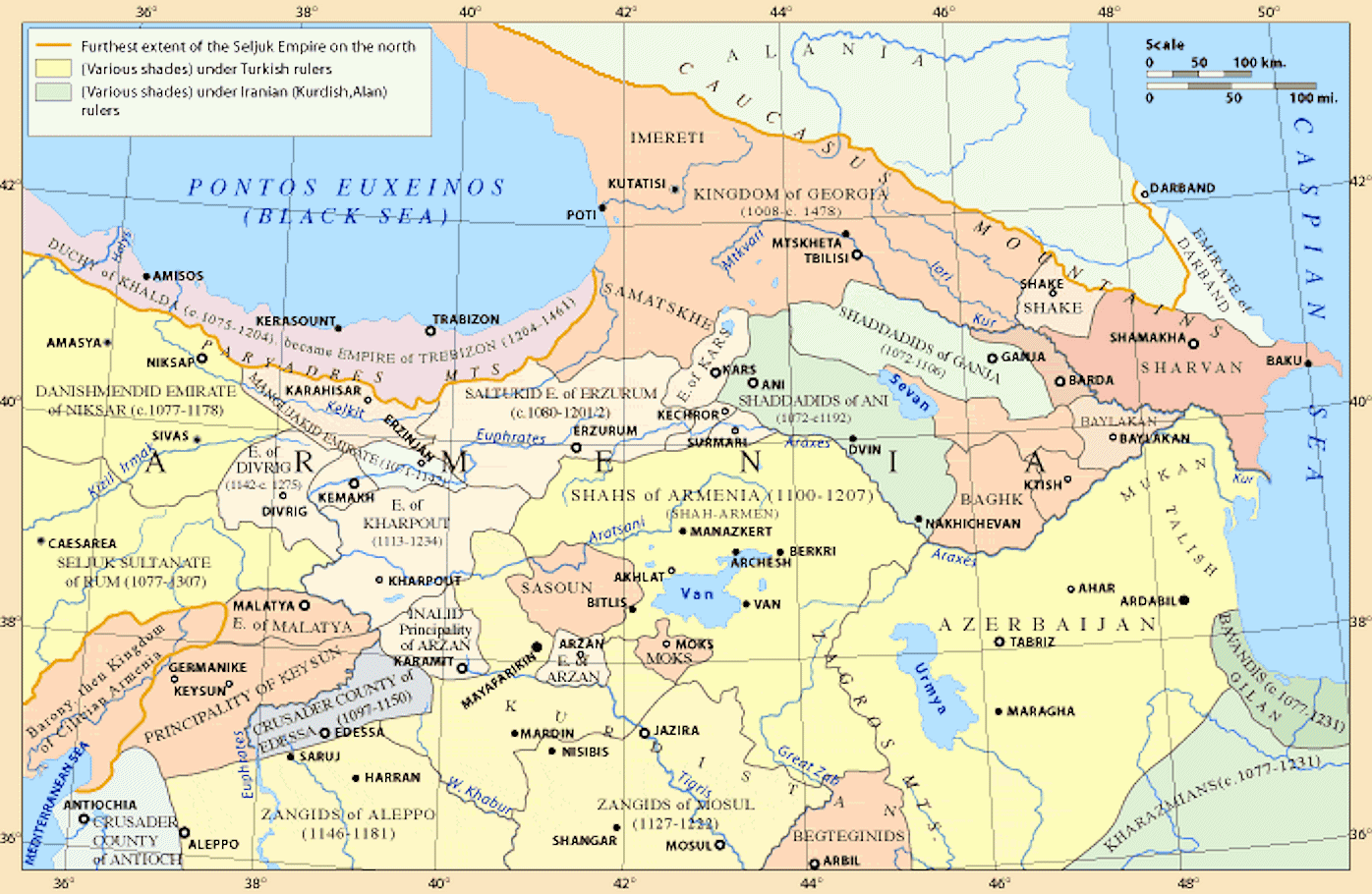
Armènia segles i

Xah-i Arman (Rei dels Armenis) fou el títol que van portar els sobirans turcmans d'Akhlat entre el 1100 i el 1207.
En 1080, Kutbeddin İsmail, fill del seljúcida Màlik-Xah I, governava l'Azerbaidjan i tenia com a ghulam al turc Sukam al-Kutbi que per les seves qualitat va ascendir ràpidament i el sultà Muhammad Tapar el va nomenar governador de la regió d'Akhlat que els seljúcides dominaven nominalment des de 1071, i on tenia el domini efectiu l'emir marwànida en conflicte amb el sultà. Sukman al-Kutbi va arrabassar Akhlat als marwànides el 1100, i després es va apoderar de Mayyafarikin (1108/1109), Va sostenir una constant rivalitat amb els ortúquides i va participar en la guerra santa contra els croats a les ordes de Mawdud de Mossul, morint a Balis en la campanya del 1112. En aquest any ja dominava Ardjish i Malazgird. El va succeir el seu fill Ibrahim ibn Sukman (1112-1126) que va perdre Mayyafarikin davant Ilghazi I (1118).
El 1126 va morir Ibrahim i el va succeir el seu fill Sukman II Nasir al-Din, que era un infant de 6 anys. Va exercir la regència Inandj Khatun, vídua de Sukman (1126-1127) però al cap de poc es va fer càrrec del poder el seu oncle (germà de Sukman) Ahmad (Basworth deixa oberta la possibilitat que el successor fos un altre germà, de nom Yakub) fins a la seva mort al cap de deu mesos el 1228, passant llavors la regència a la mare del príncep, l'armènia Tamta, filla d'Ivane Zakarian. Sukman II fou el sobirà des del 1126 (encara que efectiu uns anys després) a 1185. En els primers anys va conservar els seus territoris però el 1161 fou derrotat pels georgians. Sukman II s'havia aliat a Saltuq d'Erzurum però aquesta aliança no li va servir per evitar la derrota; com que els atacs georgians seguien, es va aliar a Ildegiz de l'Azerbaidjan i es va poder mantenir. El 1185 va morir sense deixar cap fill ni germà i els seus territoris foren disputats per Saladí i per Muhammad Pahlawan ibn Ildegiz, i aquest darrer finalment va aconseguir el control. Foren nomenats governadors una sèrie de mamelucs ildeguízides. Al-Adil I, germà de Saladí, seguia intentat dominar la zona i el fill d'aquest, al-Malik al-Ahwad, va ocupar Akhlat el 1207 i va posar fi a l'estat dels Shah-i Arman.

## Llista de governants
- Sukman al-Kutbi 1100-1112
- Zahir al-Din Ibrahim ibn Sukman 1112-1126
- Nasir al-Din Sukman II 1126-1185
- Nusrat al-Din Muhammed Pahlawan 1185-1186
- Sayf al-Din Baktimur (Begtimur) 1186-1193
- Badr al-Din Ak Sunkur 1193-1197
- Shudja al-Din Kutugh 1197
- Malik al-Mansur Muhammad ibn Begtimur 1197-1207
- Izz al-Din Balaban 1207